# Międzynarodowe Triennale Grafiki „Kolor w grafice”
Międzynarodowe Triennale Grafiki „Kolor w grafice” – cykliczna impreza artystyczna organizowana przez Galerię Sztuki Wozownia w Toruniu. Do 2024 roku odbyło się łącznie 15 edycji wystawy, cztery pod nazwą Ogólnopolskie Wystawy Grafiki „Kolor w Grafice”, dziewięć w ramach Międzynarodowego Triennale Grafiki „Kolor w grafice”.

## Historia
Jest to najstarsza cykliczna impreza organizowana przez Galerię Sztuki Wozownia. Z założenia ma formułę zamkniętą. Artyści prezentujący swoje prace otrzymywali imienne zaproszenia do udziału w wystawie. Każda edycja jest poświęcona kolorom. Pierwsza edycja wydarzenia miała miejsce w 1982 roku, kolejne odbywały się co trzy lata. Do 1991 roku wystawa nosiła nazwę „Kolor w grafice” i była współorganizowane przez Związek Polskich Artystów Plastyków w Toruniu.
W 1994 roku impreza przyjęła nazwę Międzynarodowe Triennale Grafiki „Kolor w grafice” i była organizowanan w ramach programu Międzynarodowego Triennale Grafiki w Krakowie. Była ona organizowana przez Galerię Sztuki Wozownia, Stowarzyszenie Międzynarodowe Triennale Grafiki i Muzeum Okręgowe w Toruniu. Od 2006 roku kolejne edycje imprezy otrzymywały podtytuły.

## Edycje
Ogólnopolskie Wystawy Grafiki „Kolor w Grafice”:
- 1. Ogólnopolska Wystawa „Kolor w grafice”, 1982
- 2. Ogólnopolska Wystawa „Kolor w grafice”, 1985
- 3. Ogólnopolska Wystawa „Kolor w grafice”, 1988
- 4. Ogólnopolska Wystawa „Kolor w grafice”, 1991

Międzynarodowe Triennale Grafiki „Kolor w grafice”:
- 1. Międzynarodowe Triennale Grafiki „Kolor w grafice”, 1994
- 2. Międzynarodowe Triennale Grafiki „Kolor w grafice”, 1997
- 3. Międzynarodowe Triennale Grafiki „Kolor w grafice”, 2000
- 4. Międzynarodowe Triennale Grafiki „Kolor w grafice”, 2003
- 5. Międzynarodowe Triennale Grafiki „Kolor w grafice”: NOW!, 2006
- 6. Międzynarodowe Triennale Grafiki „Kolor w grafice”: Tożsamość a tradycja, 2009
- 7. Międzynarodowe Triennale Grafiki „Kolor w grafice”: Edycja cyfrowa, 2012
- 8. Międzynarodowe Triennale Grafiki „Kolor w grafice”: Duety, 2015
- 9. Międzynarodowe Triennale Grafiki „Kolor w grafice”: Hybrydowe światy, 2019
- 10. Międzynarodowe Triennale Grafiki „Kolor w grafice”, 2021
- 11. Międzynarodowe Triennale Grafiki „Kolor w grafice”, 2024